# Explore (album d'Alan Stivell)
Pour les articles homonymes, voir Explore.
Albums de Alan Stivell
Au-delà des mots
(2002) Emerald
(2009)
Explore est le vingt-deuxième album original d'Alan Stivell et son dix-huitième album studio, sorti le 16 mars 2006 en France. Après avoir maîtrisé la tradition, explorer de nouvelles pistes a toujours été l'envie première de l'artiste. Dans cet album, il absorbe à nouveau toutes les influences de son temps, pour en faire une nouvelle musique, à la signature reconnaissable. Le chant d'Alan Stivell, polyglotte, se mêle aux sonorités de la musique électronique.
Explore est « un concentré d'énergie, d'ancrage dans le monde » selon le texte de présentation. Les textes sont plus sombres, ciselés pour la révolte ou la tendresse. La harpe celtique conduit les chansons, les basses et rythmiques sont bien présentes et la guitare électrique de Pat O'May intervient dans deux chansons. L'album est distribué par Coop Breizh en Bretagne et par Harmonia Mundi en France et à l'étranger.

## Historique

### Contexte
En 2002, le précédent album, Au-delà des mots, était entièrement instrumental. Alan Stivell a ressenti un besoin d'expression profond : « La destruction des Tours jumelles de New York, en particulier, m’avait vraiment laissé sans voix ! L’envie de chanter, d’écrire des mots, a été très grande quelques années plus tard : parler de ce qui me touche, de près ou de plus loin, dans l’instant (les musiques sont des improvisations, les textes sont écrits peu avant le studio) ». Ainsi, la voix revient au premier plan de ses nouvelles compositions. Passant beaucoup de temps en ville, à Rennes, Nantes, Brest, Paris ou New York, les influences urbaines guident sa création musicale.
Depuis toujours, Stivell a été attiré par les nouveaux moyens d’expression, dont les instruments électriques, l'électronique, l’informatique musicale : « Comme les peintres, j’utilise toutes les couleurs disponibles, et, comme certains peintres, j’utilise la plupart des formes ou styles existants. Tout ça, bien sûr, à des degrés divers, en fonction de mes envies, mes feelings, la cohérence du propos ». Dans Explore, le ton global est electro, ce qui est un parti-pris de l'artiste, en l’utilisant dans tous les titres, sauf deux instrumentaux (Into, Explore) : « Une certaine unité de style, une insistance, une envie, un besoin aussi de marquer davantage ce qui est mon propos depuis toujours : j’appartiens aux musiques actuelles et non aux musiques traditionnelles, même si elles ont été importantes dans mon éducation ».

### Enregistrement

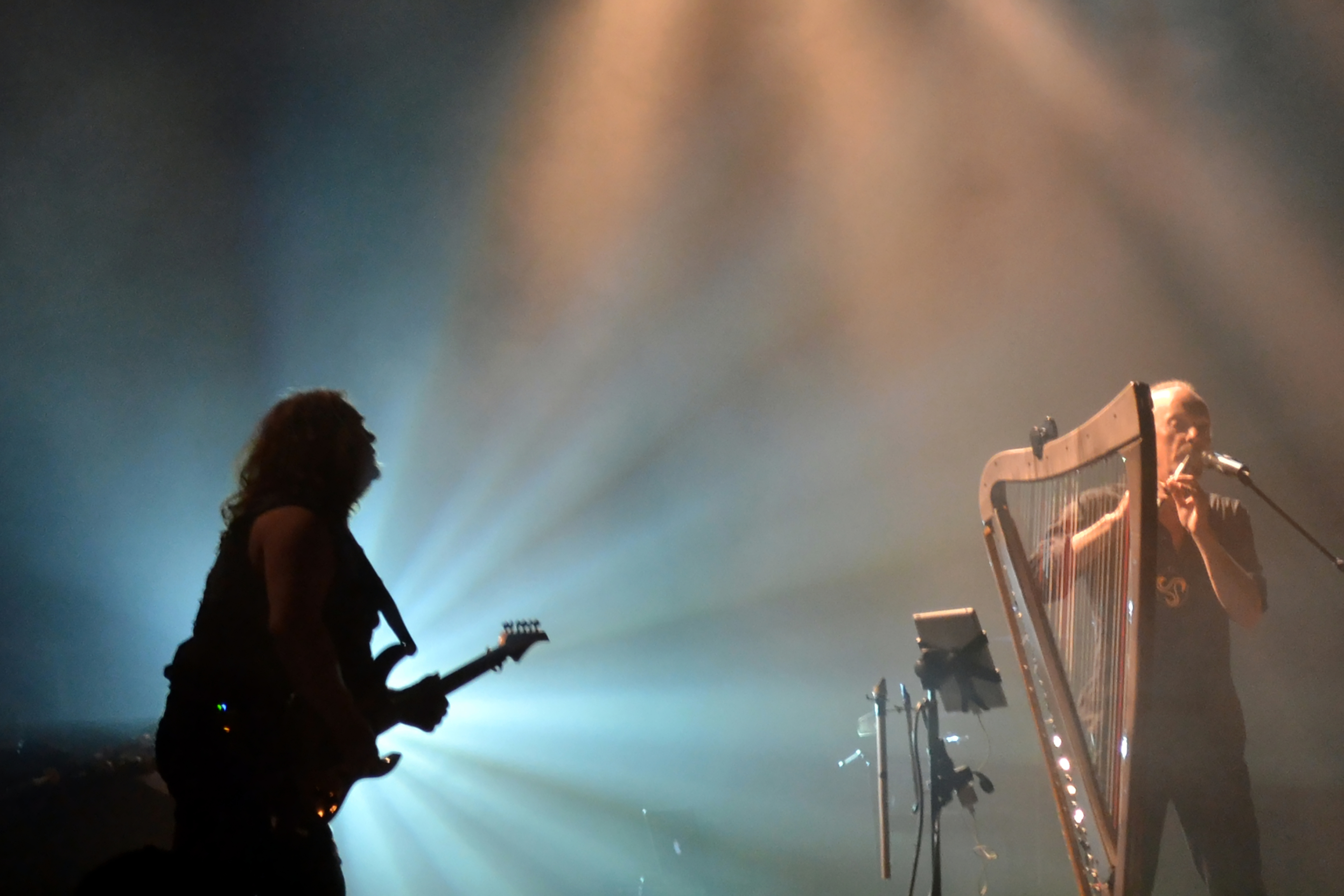
Pat O'May fait partie des quelques musiciens qui participent à l'enregistrement

La première phase a démarré en mai 2005 avec le travail autonome d'Alan Stivell dans son home-studio qui a enregistré des programmations et des parties de harpe en son brut et prise directe (surtout la Camac-Stivell prototype en cinq sorties et la Leo-Goas-Stivell à cordes métalliques en trois sorties) ou avec effets (notamment de la distorsion dans les titres 3, 4, 5, 7). Il a aussi enregistré les parties de clavier et de Deger pipe (cornemuse électronique (en) en MIDI sur les titres 1 et 7), de low whistle (titres 2, 4, 5, 7 et 8), ainsi que la voix définitive du titre 10. Jeff Grimont, son ingénieur façade en tournée, Jean-Pierre Boyer et quelques autres, lui ont prodigué leurs conseils.
En deuxième phase, Xavier Jean, dit Azaxx, est venu l'assister. Puis, la troisième phase a consisté à enregistrer les voix définitives d'Alan Stivell, le pib-uilleann (cornemuse irlandaise), le backing vocal de Brian Mac Combe, le backing vocal et guitare électrique rythmique de Pat O'May, renforçant certaines parties de harpe disto (titres 4 et 5), la basse de Sylvain Corbard, les programmations de Sébastien Guérive. Ils se sont déroulés au studio Arpège, aux Sorinières près de Nantes, de décembre à début janvier 2006, avec Eric Chauvière qui s'est également occupé du mixage. Le mastering a été réalisé aux studios La Source à Paris fin janvier.

## Parution et réception
L'album paraît le 16 mars 2006 en France. Il est distribué par la maison de disques française Harmonia Mundi, nouveau distributeur des albums de l'artiste au niveau national. À la radio, il est bien programmé sur France Inter et bien sûr sur France Bleu (Armorique et Breizh Izel).

### Dans les médias
« Le troubadour du revival breton s'est mué en électro-barde audacieux avec ce disque brillant, où la musique électronique métamorphose la tradition celte. »
Dans Libération, Bouziane Daoudi remarque : « Stivell prend plaisir à surprendre son monde avec ses atmosphères vaguement électro-chamaniques, son récit méditatif, parfois énergique, sur un album dont il est l'unique producteur. Stivell mise sur une harmonisation audacieuse de programmation, cornemuse électronique, pib-uilleann (cornemuse irlandaise), flageolet, basse, guitare, et les harpes prototypes comme la Camac-Stivell et la Leo Goas-Stivell. Et cela marche ». Le journal en fait même un des « disques de l'année » 2006 et témoigne alors de la pertinence de la démarche : « Le troubadour du revival breton s'est mué en électro-barde audacieux avec ce disque brillant, où la musique électronique métamorphose la tradition celte. Un rajeunissement déroutant et miraculeux qui maintient des accents archaïques, des bouts de transe hors du temps, et harmonise la magie de la musique bretonne au mystère de l'électronique. ».
Dans Télérama, qui lui accorde quatre clefs, Éliane Azoulay écrit : « Ce somnambulisme rêveur n'appartient qu'à lui. En déambulations hallucinées, qui triturent des échos de standards traditionnels pour les mener dans un ailleurs où les mots sont rois, en breton, en français ou en anglais. Ils disent « Fontaine, rivière, sens et mystère... Le vent, l'air... Sanglier, cheval... Chien et cygne ». Dans la galaxie celtique, Stivell occupe une place à part. Ouverte au monde et à l'expérimentation, n'oubliant jamais la ballade et le sens de la danse. Explore, son vingt-deuxième album, flirte avec l'electro, mais en légères touches sous-jacentes, sa douce voix grave un peu nasale des brumes océanes restant au premier plan, tandis que les harpes et la batterie dessinent des figures à la sophistication fascinante. ».
Dans ArMen, Michel Toutous, déclare, concernant les musiciens invités, qu'« ils s'intègrent admirablement dans un univers musical complexe, ce qui n'était pas gagné d'avance, le niveau d'exigence se situant largement au-dessus de celui des productions habituelles. Avec ce superbe Explore, il est confirmé qu'Alan Stivell reste une valeur refuge de la musique bretonne tant il semble posséder un temps d'avance sur les autres créateurs et beaucoup plus encore sur ses détracteurs. ». Edmond Sadaka juge dans la revue Le Français dans le monde que « le musicien prend visiblement plaisir à surprendre son monde, une fois de plus. Et cela marche, comme au premier jour. ».
Dans AllMusic, Chris Nickson a conscience que « cela pourrait être déconcertant. Mais, rappelez-vous, c'est l'homme qui le premier a électrifié la musique bretonne, la faisant entrer dans le folk-rock des années auparavant. Ce qu'il fait ici, c'est simplement une mise à jour ce cela, même s'il est plus vieux maintenant. Pourtant, il n'a pas l'air ici. Il plonge dans la musique (toutes les pièces sont ses compositions, avec rien de traditionnel) et s'immerge dans l'informatique, à son crédit complet. Et c'est étonnamment réussi, grâce à la programmation souvent imaginative par Sebastien Guerive. ».

### En tournée

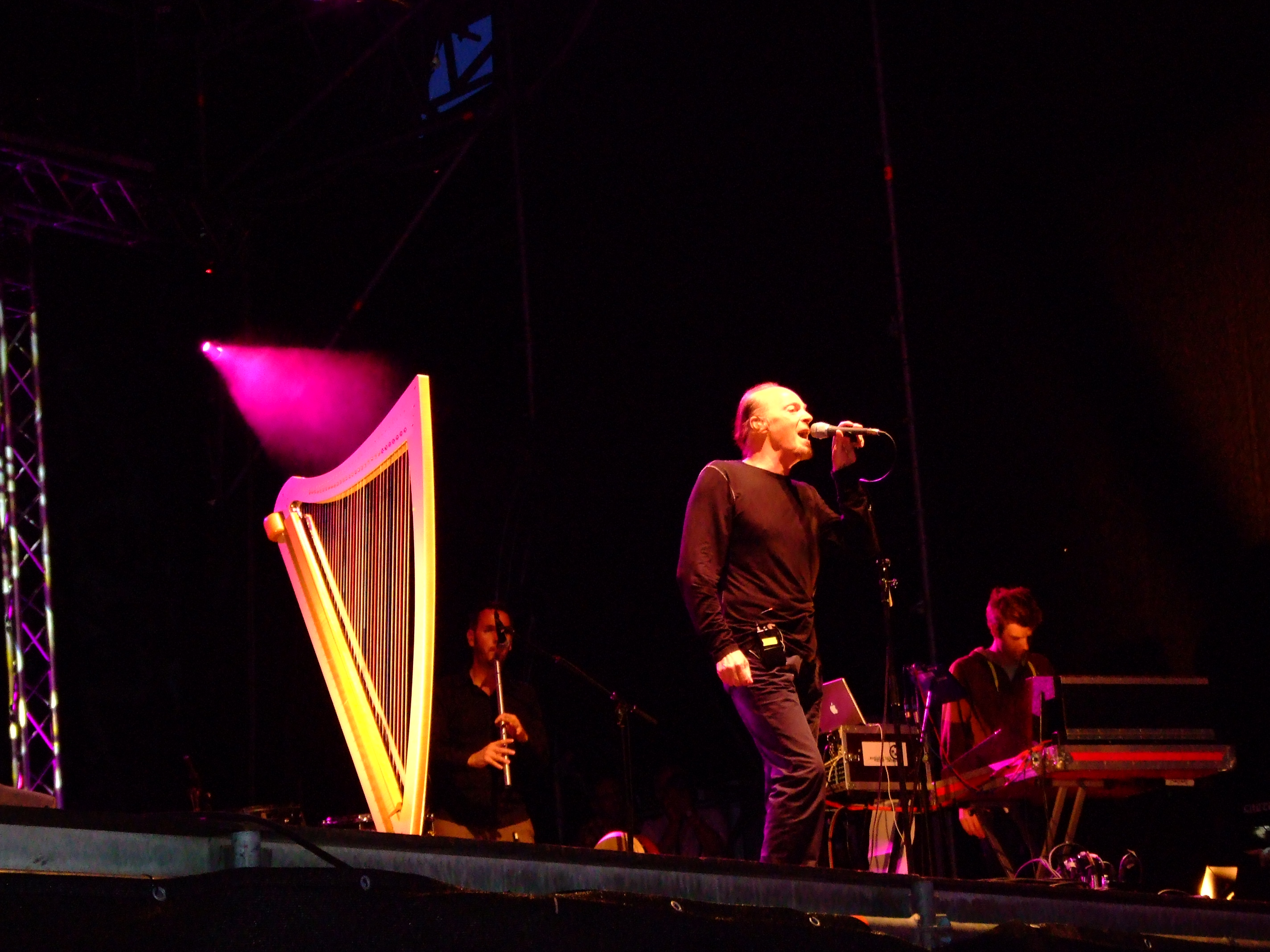
Prestation d'Alan Stivell au Bardentreffen 2007 à Nuremberg.

Le répertoire de l'album représente un tiers des morceaux joués lors des concerts, rejouant d'une part des morceaux anciens et d'une autre part des morceaux moins anciens. L'improvisation trouve sa place sur scène dans beaucoup de morceaux. La tournée Explore passe par les festivals bretons (le Bout du monde à Crozon, le Cornouaille à Quimper, la Saint-Loup à Guingamp) et d'autres festivals celtiques en France et à l'étranger. Elle trouve également échos dans les grandes salles : les Zéniths (Paris-Bercy, Caen, Limoges, Cournon-d'Auvergne), les parcs des expositions (Châlon, Brest-Penfeld, Troyes), les théâtres et autres espaces culturels. Avec ses quatre musiciens, dont Sébastien Guérive aux programmations et machines, il réalise une série de six concerts au Nouveau Casino à Paris en novembre 2006. Plusieurs dates ont lieu en Italie, en juillet 2006, 2007 et février 2008, ainsi que dans des festivals espagnols, tchèques, polonais. Il se produit sur une scène du Bardentreffen à Nuremberg, le plus grand festival allemand de world music.

## Caractéristiques artistiques

### Analyse musicale

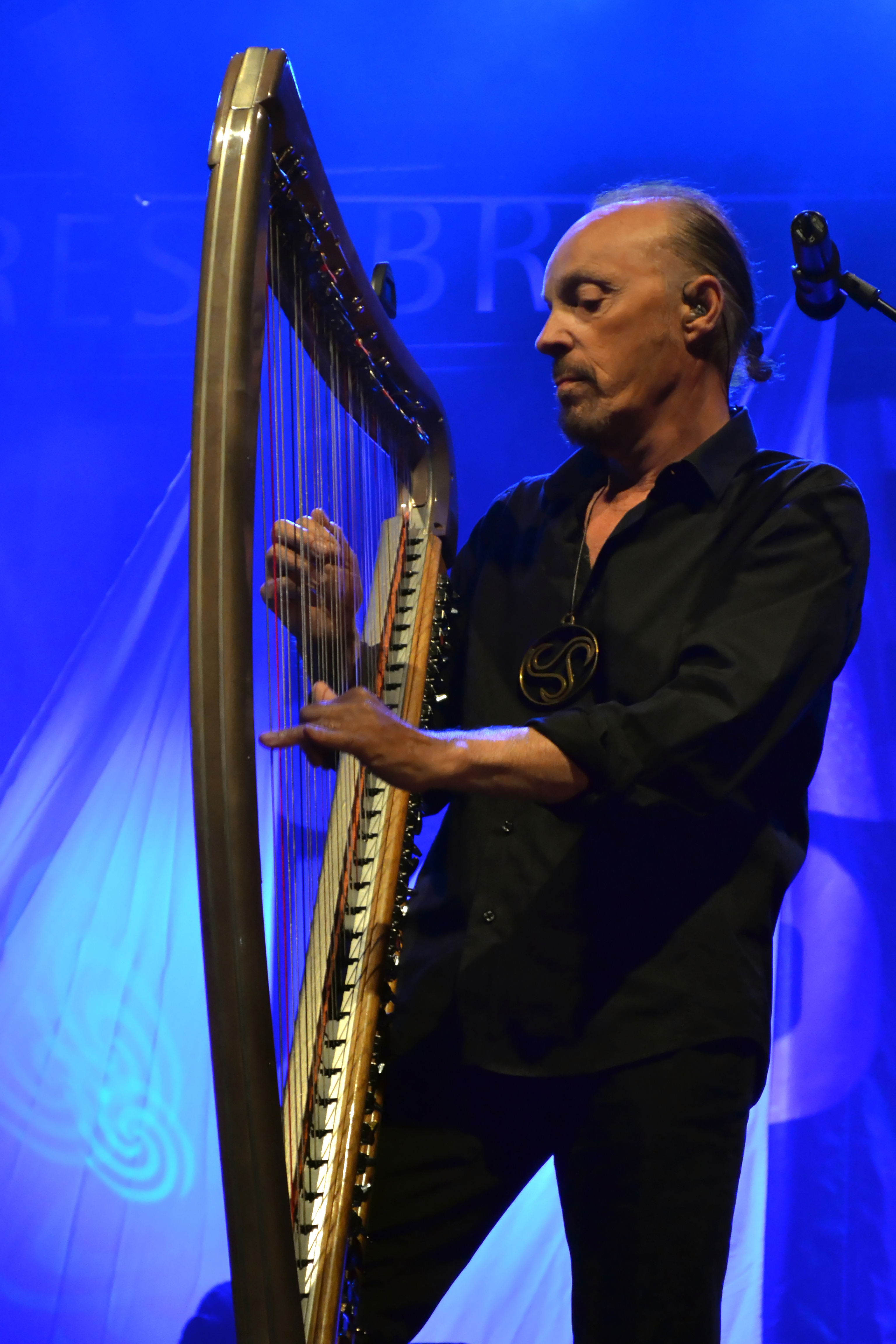
Alan Stivell utilise sa harpe électrique de façon electro

Le titre peut être vu de deux façons. Du point de vue musical c'est une ouverture à la nouveauté : la harpe celtique se fait instrument d'exploration pour se jouer des modes et des limites culturelles. C'est aussi un conseil aux humains, de ne pas se contenter de quelque chose ou se résigner, mais être curieux du monde qui l'entoure et apprendre à explorer pour arriver sur Terre à un « parfait paradis », un monde meilleur en tout cas. Contrairement à Au-delà des mots, son précédent album entièrement instrumental, la majorité des titres comportent des paroles, pour lesquelles la voix s'offre des libertés, réalise des « volutes un peu spéciales » Son goût pour les passerelles est perceptible dans sa musique et dans ses textes ; souvent, les chansons sont bilingues breton-français ou breton-anglais. En tant qu'auteur, son talent pour jongler avec la langue bretonne est reconnu par les spécialistes ; pour Michel Toutous, ses textes en breton « accentuent la musicalité des mots avec les rimes internes et des sonorités recherchées, beaucoup plus d'ailleurs que les quelques paroles en français nettement moins timbrées, voire maladroites. »
Alan Stivell explore et partage. Cet album montre une curiosité naturelle pour les nouveaux sons et une passion pour les nouvelles techniques. L'utilisation importante de loops, d'auto-samples, place l'album dans une sphère proche des musiques electro dans son approche. Pour B. Douadi, du journal Libération, « Stivell se lance dans la musique électronique où ses boucles rythmiques s'allient avec les réminiscences de transes bretonnes. » Quant à M. Toutous, de la revue ArMen, il juge que « les séquences de programmation rythmique sont amenées par variation successives tout en subtilité. De son côté, la harpe ne se contente pas de jouer les utilités. Qu'elle occupe la totalité de l'espace – avec virtuosité et élégance – ou qu'elle se manifeste de manière plus discrète, elle apporte en permanence un supplément de pâte sonore à un propos déjà d'une grande richesse. ».
Stivell réutilise beaucoup d'éléments, stylistiques ou sonores, familiers du grand public, rendant facile la communication avec celui-ci, lors de ses concerts notamment. « Stivell échantillonne même un de son CD précédent pour une coupe ici, une tournure des événements fascinante. » note Chris Nickson en parlant du sample de l'album enregistré par Stivell avec le bagad Bleimor en 1974. Mais le musicien amène le public à découvrir d'autres apports très personnels et rares : comme les sons de ses harpes prototypes (pour donner « une autre dimension à ses célèbres harpes celtiques » selon E. Sadaka), son interprétation vocale et instrumentale très particulière, une façon unique de jouer avec et contre le tempo ou de se promener entre gammes tempérées et micro-intervalles (à la fois extra européens et celtiques). Les interludes improvisés de harpe, comme Into avant Druidic Lands, Explore et le morceau caché à la fin de Un Parfait Paradis sont des moments d'exploration harmonieux, qui font le lien avec l'album précédent et servent de transition. Véronique Maugé considère qu'« il parvient, y compris dans ses improvisations, à se mouvoir, de façon naturelle, dans une musique mondiale et sans frontières. ». Il se promène à travers des formes très éclectiques, allant de déclinaisons très personnelles du blues, du rock, de la ballade, voire du jazz, jusqu'aux influences jamaïcaines, raga et hip-hop, d'Europe orientale, d'Écosse gaélique.

### Description des morceaux

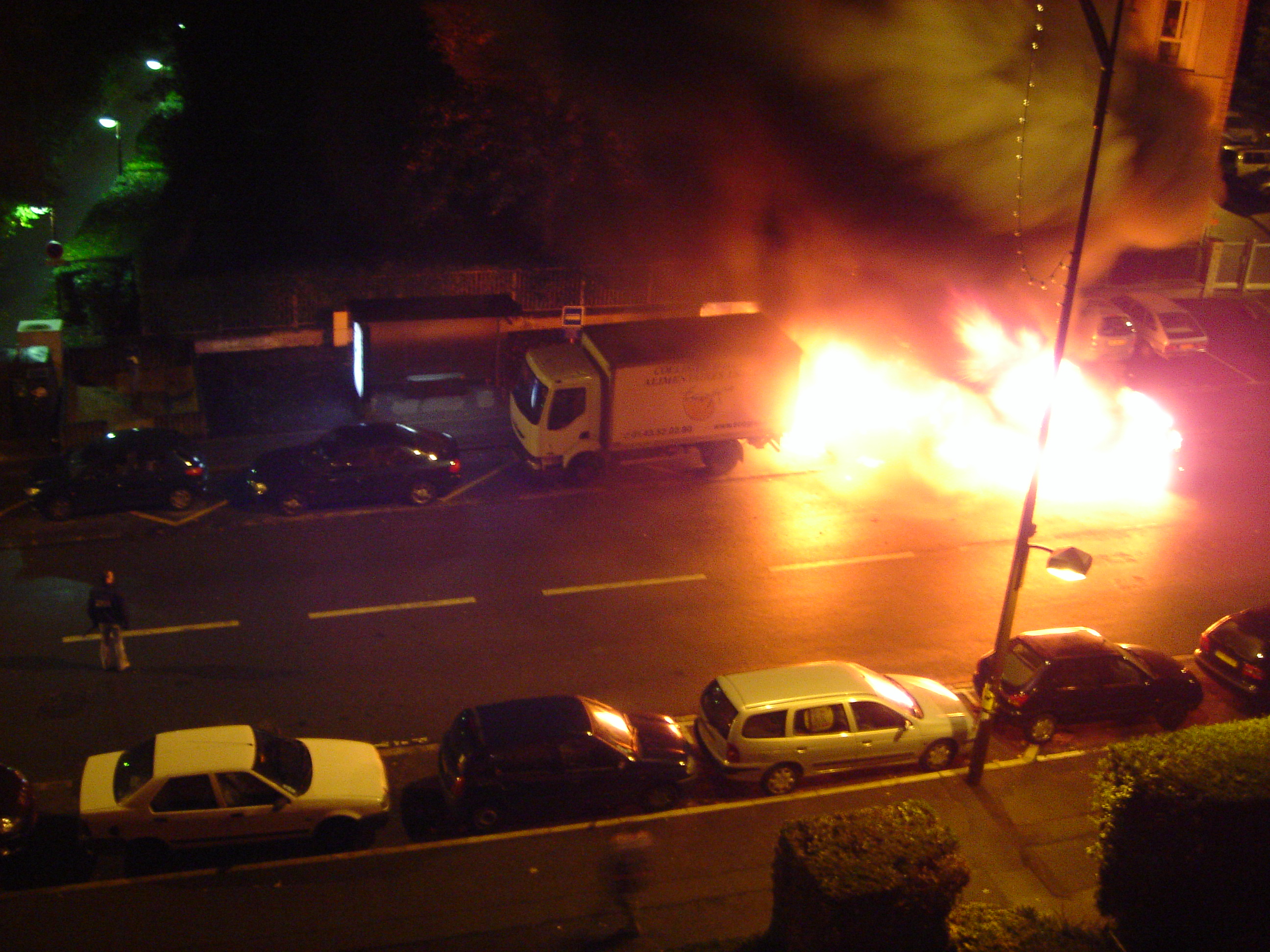
Émeutes dans des banlieues, ici à Sèvres le 3 novembre 2005.

Miz Tu (« Mois noir, novembre »)À l'automne, Alan Stivell, alors en plein travail dans son home studio, a été ému par le problème des banlieues ; « Les voitures qu'on brûle » évoque pour la première fois en musique les émeutes de fin 2005. Il en prolonge en breton les questions sociétales sous-jacentes : les relations inter-générations, les identités plurielles, les frustrations, les attentes politiques et sociales, en correspondance avec un rythme et une influence râga et un ton RnB ou hip-hop. La gravité de la situation contraste avec la douceur de la mélopée orientale et de sa voix lancinante. Après réflexion, il pense à sa propre vie parisienne et aux bretons qui ont quitté leur terre pour vivre dans ces banlieues et subir souvent la discrimination. Il réadapte la chanson pour conclure l'album positivement.
Là-bas, Là-basLes paroles de ce chant évoquent les sentiments universels du deuil, du manque. C'est un hommage à sa mère (« Ton amour de mère demeure, jamais ne meure »). La rythmique electro, la harpe et les divers effets (des sons de suspense ou ressemblants à des cris d'oiseaux), le chant souvent haut (en français et breton) cherchent à approcher une musicalité disant un au-delà. Le site Forces Parallèles et Laurent Bourdelas y voient des ressemblances avec des sonorités du groupe Radiohead (le son qui imite le vent en intro de Planet Telex par exemple).
You Know It (Anao'rit)Cette chanson semble être un chant de réconfort (« Nous rêvions d'un autre monde […] Un jour est un autre jour ») après un chagrin d'amour de celui/celle à qui il s'adresse (« Honneur et joie seront en vous / Et le deuil finit »), en unissant les langues – breton et anglais – entremêlées dans les couplets.
Té (Beyond Words)Nouvel hymne à l'amour, qu'Alan Stivell voudrait crier au monde, à partir de sentiments autobiographiques, au sujet de sa femme Marie-José mais qu'Alan dédie à toutes les femmes en concert. Dans le texte en breton, Alan précise ce qui capte son regard et le fascine au point de lui faire oublier le monde extérieur, lors d'une exposition de peinture : les yeux et les genoux de celle qui deviendra sa muse. Il évoque ensuite ses sentiments envers la femme aimées dans plusieurs langues, la langue de Shakespeare, les langues celtiques (gallois, breton) et la langue de Molière : « My lady / Garedig / Azeulet / Et je l'aime » (Ma femme, aimable, adorée). Brian Mac Combe accompagne cette complainte électro-rock amoureuse, où se fond une cornemuse irlandaise au milieu.
They (« Eux »)Chanson qui prône un message de respect dans la diversité et dénonce l'intolérance, sur un son rock puissant, des aspects orientaux et un chant en breton avec un passage en anglais ; « La grande différence selon moi : égoïste ou généreux. Il faut bien vivre ensemble / En terriens, sous d'autres angles ». Il témoigne de sa vision de la politique, de la société et de la Terre, comme il le fit dans le passé à travers 1 Douar.
IntoIntermède « envoûtant », court instrumental à la harpe solid-body à cordes métalliques, sous influence gaélique, introduisant ce que Laurent Bourdelas considère comme « la création la plus captivante de cet album. »

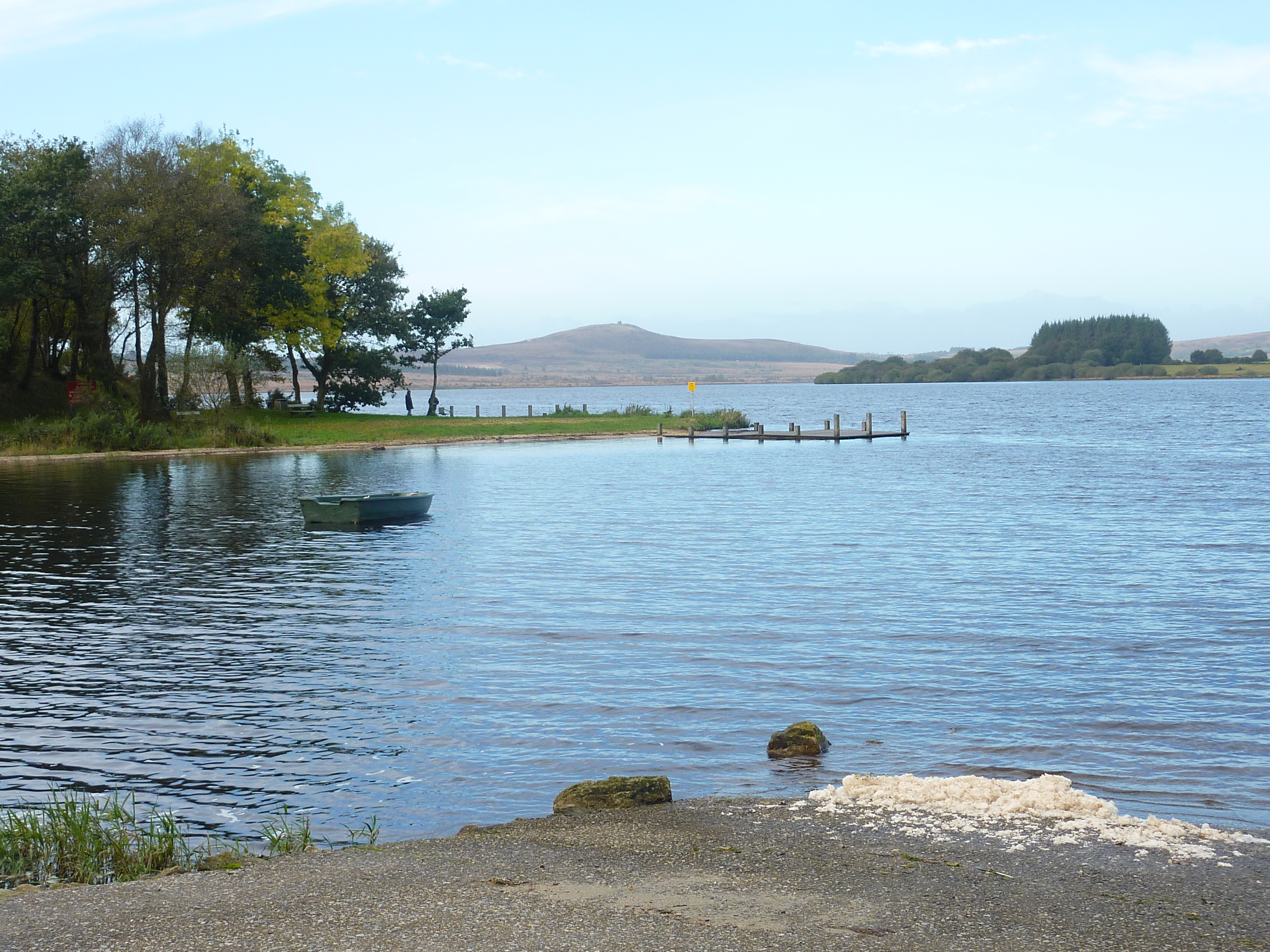
Le lac de Brennilis face au Mont Saint-Michel de Brasparts dans les monts d'Arrée

Druidic Lands (« Terres druidiques »)Une « prodigieuse montée en puissance atmosphérique » selon le site Forces Parallèles, avec diverses percussions électroniques, dont les roulements de tambours, ses sons évocateurs (vagues, vent dans les feuilles, envolées vocales), avec la harpe toujours, le low whistle et la midipipe, les superpositions des voix d'Alan Stivell et de Brian Mac Combe, comme une litanie enchantée pour dire la voie druidique comme un possible : « une clef, un chemin praticable ».
Menez (« Montagnes »)Improvisation avec comme point de départ le sample de Sonerezh Keltiek du bagad Bleimor, un retour aux sources qui s'élargit ensuite au fil des notes aux Highlands d'Écosse jusqu'en Europe de l'Est pour se tourner vers l'Amérique du jazz et revenir en Bretagne. Les mots sont autant de tableaux, évoquant, selon l'inspiration, la vie personnelle et son dépassement, émotions que l'on peut ressentir en voyant un paysage, comme les monts d'Arrée.
ExploreImprovisation à la harpe (avec le prototype dessiné par Alan, réalisé par Camac, très utilisé dans l'album) en duo avec l'electro subtile et discrète de Sébastien Guérive aux machines qui transforme progressivement le son habituel des cordes de la harpe en un son futuriste.
Un Parfait Paradis (Miz Tu 2)Le sous-titre précise qu'il s'agit d'une sorte de réponse au premier morceau, remixé sur une rythmique electro répétitive. La version énergique s'ouvre avec des réminiscences (lointaines et plus lentes) du Flat Beat de Mr Oizo et joue des modulations de la voix d'Alan Stivell. Lors de moments lancinants, les paroles mettent en avant, comme déjà évoqué ailleurs, le désir de paix sociale et de partage, sans lesquels la vie est, pour lui, une impasse. Un morceau caché de harpe se dissimule à la suite, après quelques secondes de silence. L'évocation, peut-être, de l'harmonie rêvée, du « parfait paradis » ?

### Pochette
Les photographies et le design de la pochette sont signés Ad Lib, Rennes/Roazhon. Gérald Nimal en est le maître d'œuvre. Plusieurs séances de photographie prises au studio nantais d'enregistrement ont abouti au choix de celle de la pochette (retouchée par Nimal) : on y voit Alan Stivell, dos au mur, pensif et cool, dans un espace bleu qui semble être un couloir de studio, avec le matériel au fond. Barrant horizontalement la pochette, d'un seul tenant : « alanstivellexplore » (Stivell en jaune, les deux autres mots en blanc). Au dos, sa harpe, magnifiée par un halo de lumière jaune. Chris Nickson, de AllMusic, en livre une bonne analyse, traduite de l'anglais : « Au travers de la couverture seulement, il est évident que c'est un nouveau Alan Stivell, plus technologie et mis à jour, et non le troubadour breton d'autrefois. Mais, juste au cas où vous soyez inquiet, la harpe est toujours présente sur la couverture arrière, de sorte que tout n'a pas été abandonné, et la plupart des titres de chansons sont toujours en breton. Mais c'est définitivement nouveau. »

## Fiche technique

### Liste des morceaux
| 1.    | Miz Tu (Novembre)             | 3:55 |
| 2.    | Là-bas, Là-bas                | 6:24 |
| 3.    | You Know It (Anao'rit)        | 4:35 |
| 4.    | Té (Beyond Words)             | 5:58 |
| 5.    | They                          | 5:02 |
| 6.    | Into                          | 1:19 |
| 7.    | Druidic Lands                 | 5:44 |
| 8.    | Menez                         | 5:43 |
| 9.    | Explore                       | 2:38 |
| 10.   | Un Parfait Paradis (Miz Tu 2) | 6:05 |
| 47:23 |                               |      |

### Crédits
- Textes et musiques : Alan Stivell

| - Alan Stivell : chant, harpes, claviers, low whistle, midipipe (Deger) (pistes 1 et 7), programmations - Pat O'May : guitare (4, 5), chœurs (7) - Sylvain Corbard : basse (1, 4, 5, 10) - Brian Mac Combe : cornemuse irlandaise (4), chœurs (7) - Sebastien Guérive : programmations - Xavier Jean / Azaxx : assistants programmation - sample du Bagad Bleimor, album Sonerezh Keltiek (piste 8) | - Production : Alan Stivell (Keltia III) - Programmations et pré-enregistrements : Home-studio Alan Stivell, assisté de Xavier Jean (Azaxx) - Enregistrement : Alan Stivell et Eric Chauvière aux studios Arpège, Nantes - Mastering : Studio La Source, Paris - Photographies et design : Ad Lib, Rennes |